# Serkan Kaya

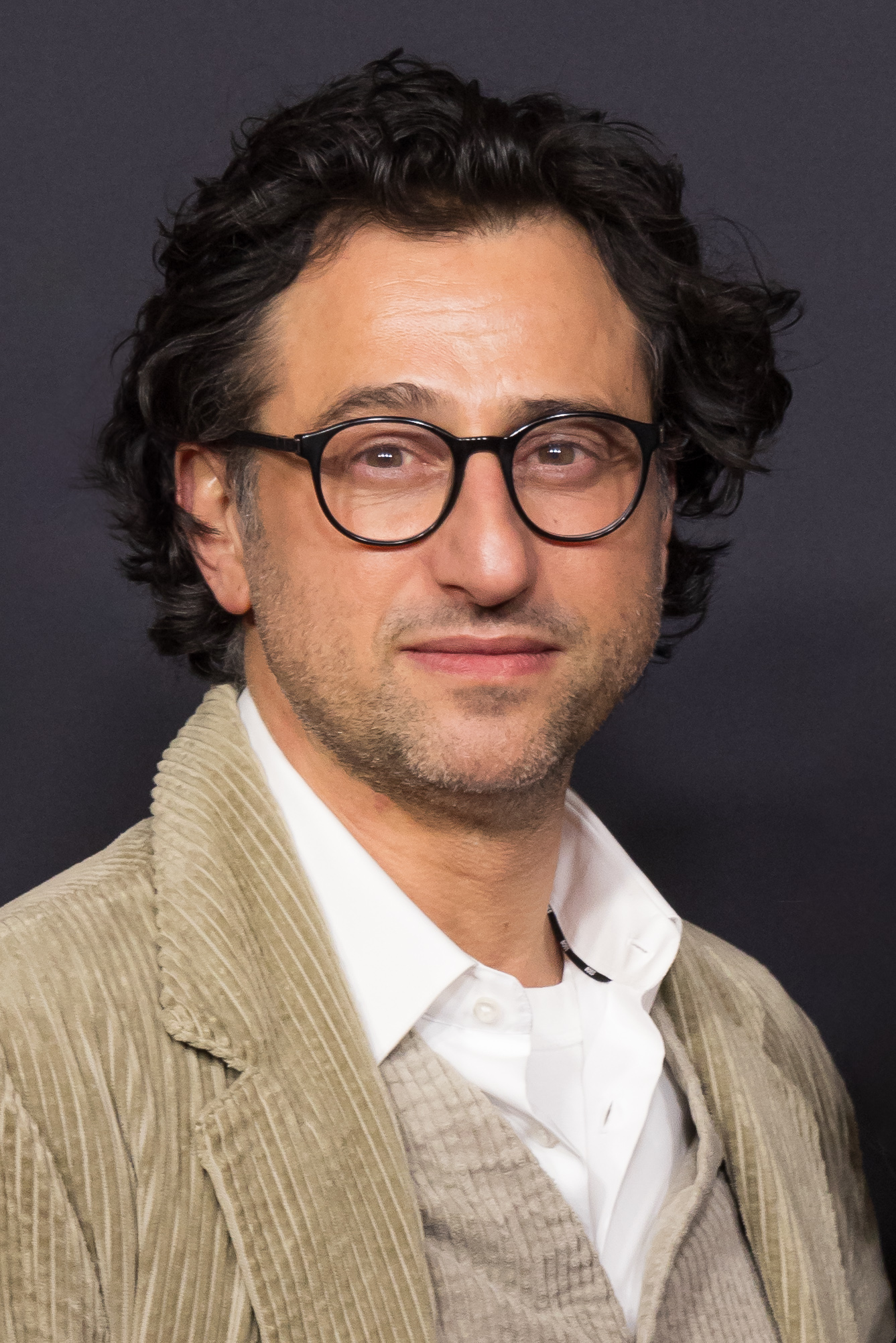
Serkan Kaya (2024)

Serkan Kaya (* 24. Juli 1977 in Leverkusen) ist ein deutscher Schauspieler und Musicaldarsteller.

## Leben
Serkan Kaya wuchs als Kind türkischer Einwanderer in Deutschland auf. Er studierte von 2000 bis 2004 an der Folkwang-Hochschule in Essen Schauspiel und Musical. Mit seiner Band Estonia Fantasies trat er bei den Leverkusener Jazztagen auf und produzierte eine CD.
Erste Engagements führten ihn zum Shakespeare-Festival Neuss und den Ruhrfestspielen in Recklinghausen, wo er den König in Shakespeares Verlorene Liebesmüh unter der Regie von Brian Michels spielte. Es folgte eine Zusammenarbeit mit Niels-Peter Rudolph mit der Rolle des Grafen Lasca in Der Türke von Venedig von Carlo Goldoni.
In seinem ersten Musical-Engagement wurde er für die Rolle des Emilio in Miami Nights an das Capitol Theater Düsseldorf verpflichtet. Unter der Leitung von Kim Duddy verkörperte er Ren McCormack in Footloose während des Musical-Sommers Amstetten.
In Passau spielte er die Rolle des Judas in Jesus Christ Superstar. 2005 war Kaya in We Will Rock You in Köln und in Österreich in Elisabeth unter der Regie von Harry Kupfer als Luigi Lucheni zu sehen. Darüber hinaus wurde er auch für die Erstbesetzung des Galileo in Zürich und Wien (zusammen mit Jessica Kessler) verpflichtet und spielte bis 2008 die Rolle des Judas in Jesus Christ Superstar am Aalto-Theater in Essen in einer Inszenierung von Michael Schulz. 2008 verkörperte er die Rolle des Anatoly in dem Musical Chess am Aalto-Theater in Essen. 2009 war Serkan Kaya als Sir Galahad in der Deutschlandpremiere des Musicals Monty Python’s Spamalot im Kölner Musical Dome auf der Bühne zu sehen. 2009 bis 2010 war er als Che in Evita am Stadttheater Dortmund zu sehen. Im Dezember 2009 spielte er in Wien bei Musical Rocks! mit. Ab März 2010 war er wieder am Aalto-Theater Essen als Judas in Jesus Christ Superstar zu sehen und seit April/Mai 2010 im Theater Magdeburg als Bernardo in der West Side Story. Im Sommer 2010 war er Gast bei den Heidelberger Schlossfestspielen in der Rolle des Laertes in Shakespeares Hamlet. Außerdem war er mit Musical Rocks! auf einer Tournee in Deutschland und Österreich unterwegs. Ab Oktober 2010 war er am Staatstheater Kassel in Stephen Sondheims Musical Into the Woods als Wolf und Prinz.
Am 13. Januar 2011 war die Weltpremiere des Musicals Hinterm Horizont in Berlin, in dem er die Hauptrolle des Udo Lindenberg übernahm. Diese Rolle spielte er bis zur Dernière am 28. August 2016 im Theater am Potsdamer Platz.
Kaya tritt außerdem auf Musical-Veranstaltungen auf, so Die Sommernacht des Musicals in Dinslaken (2011, 2012) und Musical Allstars.
Der Fernsehfilm Der König von Köln, in der Kaya eine der tragenden Rollen spielte, erhielt den Grimme-Preis 2020 in der Kategorie Publikumspreis.

## Musicals
- 2002: Miami Nights in Düsseldorf (als Emilio)
- 2003–2005: Elisabeth in Wien (als Luigi Lucheni)
- 2004–2006: We Will Rock You in Köln (als Galileo Figaro)
- 2004: Footloose – Musicalsommer Amstetten (als Ren Macormack)
- 2005: Jesus Christ Superstar in Wien (als Judas)
- 2006–2008: Jesus Christ Superstar in Essen (als Judas)
- 2006–2007: We Will Rock You in Zürich, (Premierenbesetzung, als Galileo Figaro)
- 2008: We Will Rock You in Wien, (Premierenbesetzung, als Galileo Figaro)
- 2008: Chess in Essen (als Anatoly)
- 2009: Spamalot in Köln (als Sir Galahad)
- 2009–2010: Chess in Essen (als Anatoly Sergievsky)
- 2009–2010: Evita in Dortmund (als Che)
- 2009: Musical Rocks! in Wien
- 2010: Jesus Christ Superstar in Essen (als Judas)
- 2010: West Side Story in Magdeburg (als Bernardo)
- 2010: Into the Woods in Kassel
- 2010: Musical Rocks! in Österreich und Deutschland
- 2011–2016: Hinterm Horizont in Berlin am Potsdamer Platz (als Udo Lindenberg)
- 2015: Hamburg Royal - das Hamburg Musical in Hamburg im St. Pauli Theater (als Hansen)
- 2017: Romeo & Julia in Berlin (als Pater Lorenzo) | Workshop
- 2018: Jesus Christ Superstar in Gelsenkirchen (als Judas)

## Diskografie
- Hamburg Royal – Original Cast Hamburg 2015
- Hinterm Horizont – Original Cast Album Berlin 2011
- Elisabeth – Original Cast Album Wien 2006
- Elisabeth – Gesamtaufnahme Live Wien 2006
- Elisabeth – Original Cast Wien 2006 (DVD)
- Jesus Christ Superstar – Concert Cast Wien 2005
- Der Ring – Studio Cast 2007
- We Will Rock You – Original Cast Köln 2005

## Filmografie
- 2009: Pastewka (Fernsehserie) (1 Folge)
- 2012: Alarm für Cobra 11 (Fernsehserie) – Gier
- 2014: Die Detektive[3]
- 2014: Einfach unzertrennlich (30 Folgen)
- 2015: Planet Ottakring
- 2017: Maria  Mafiosi
- 2017: Lux – Krieger des Lichts (Kinofilm)
- 2018: Der Vorname
- 2019: Der Bulle und das Biest (Fernsehserie, 1 Folge)
- seit 2019: Andere Eltern (Fernsehserie)
- 2019: Der König von Köln
- 2019: Zwischen zwei Herzen (Fernsehfilm)
- 2020: Drinnen – Im Internet sind alle gleich
- 2020: Schwarzach 23 und das mörderische Ich
- 2020: Verunsichert – Alles Gute für die Zukunft
- 2021: KBV – Keine besonderen Vorkommnisse (Fernsehserie)
- 2021: Die Luft, die wir atmen (Fernsehfilm)
- 2022: Eingeschlossene Gesellschaft
- 2023: Der Pfau
- 2023: Zwei Weihnachtsmänner sind einer zu viel (Fernsehfilm)
- 2023: Die unlangweiligste Schule der Welt (Kinofilm)
- 2024: Die Neue und der Bulle (Fernsehserie)
- 2024: Perfekt verpasst
- 2024: Pärchenabend

## Auszeichnung
- Deutscher Schauspielpreis 2021 als Schauspieler in einer komödiantischen Rolle für KBV – Keine besonderen Vorkommnisse